# Liste der Arbeitslager in Shaanxi
Umerziehung durch Arbeit ist ein System von Arbeitslagern in der Volksrepublik China.
Diese Liste führt solche Arbeitslager in der Provinz Shaanxi auf.
| Bezeichnung                                | Unternehmensbezeichnung | Stadt/Kreis      | Dorf/Stadt | Gründungsjahr | Bemerkungen                                |
| ------------------------------------------ | ----------------------- | ---------------- | ---------- | ------------- | ------------------------------------------ |
| Umerziehung durch Arbeit Hanzhong          | Hantai, Hanzhong        | Shangshuidu      |            |               |                                            |
| Umerziehung durch Arbeit Jinhe             |                         | Baoji            |            | 1971          | 1982 in Umerziehung durch Arbeit umbenannt |
| Umerziehung durch Arbeit Luyang            | Backsteinfabrik         | Fuping           | Zhangqiao  | 1982          |                                            |
| Provinzial-Frauen-Umerziehung durch Arbeit |                         | Xi’an            |            |               |                                            |
| Umerziehung durch Arbeit Xinzhou           |                         |                  |            |               |                                            |
| Umerziehung durch Arbeit Yan’an            | Maschinenziegelei       | Yan’an           |            |               |                                            |
| Umerziehung durch Arbeit Yulin             |                         | Yulin            |            |               |                                            |
| Umerziehung durch Arbeit Zaozihe           |                         | Fengxiang, Baoji | Dongjiahe  |               |                                            |

## Quelle
- Laogai Handbook (2007–2008). (PDF; 3,5 MB) The Laogai Research Foundation, 2008, abgerufen am 10. Januar 2011.